# Jean-Pierre Franque (peintre)
Pour les articles homonymes, voir Franque et Jean-Pierre Franque.
 (janvier 2022).
Si vous disposez d'ouvrages ou d'articles de référence ou si vous connaissez des sites web de qualité traitant du thème abordé ici, merci de compléter l'article en donnant les références utiles à sa vérifiabilité et en les liant à la section « Notes et références ».
Jean-Pierre  Franque, pseudonyme de Jean-Pierre Francou, né à Buis-les-Baronnies le 11 août 1774 et mort à Quintigny le 28 mars 1860 est un peintre français.

## Biographie
Fils de Jean Francou et de Marguerite Signouret, Jean-Pierre Franque et son frère jumeau Joseph-Boniface sont des bergers, quand ils sont remarqués par une dame noble de passage, impressionnée par les gravures de personnages et de paysages qu’ils avaient réalisés sur les rochers environnants[réf. nécessaire].
À partir de 1786, ils étudient à Grenoble, et durant la Révolution le département prend leur éducation à sa charge et fait connaître leur cas à l’Assemblée nationale. En 1792, ils sont placés sous la protection de Jacques-Louis David qui refuse, au nom de la gloire de la Révolution, toute forme de paiement pour leur éducation.
Jean-Pierre Franque devient assistant de David, participant notamment à la réalisation des Sabines en 1799, et bénéficie à ce titre d’une chambre au-dessus de l’atelier de celui-ci. Les frères jumeaux Francou, dit Franque, devinrent, à cette époque, sous l’influence de Pierre-Maurice Quay, membres de la secte des Barbus ou des Méditateurs. Il créa suffisamment de dérangement en organisant les réunions du groupe dans sa chambre pour être finalement renvoyé par David qui le remplaça par Jérôme-Martin Langlois.
Après la mort de Quays en 1803, le groupe se sépare et Franque poursuit une carrière sans véritable gloire.
Il débute au Salon de 1806 avec succès grâce à un projet de décoration pour le palais de l'Élysée. En 1812, il expose au Salon une Bataille de Zurich peinte sur une commande de Masséna.
Dans les années qui suivent, il peint une série de sujets mythologiques ou bibliques et, vers la fin de sa vie, se consacre au portrait.
Sa femme Lucile Messageot, peintre comme lui, qu’il a épousée le 10 janvier 1802, lui donne une fille prénommée Isis.

## Œuvres

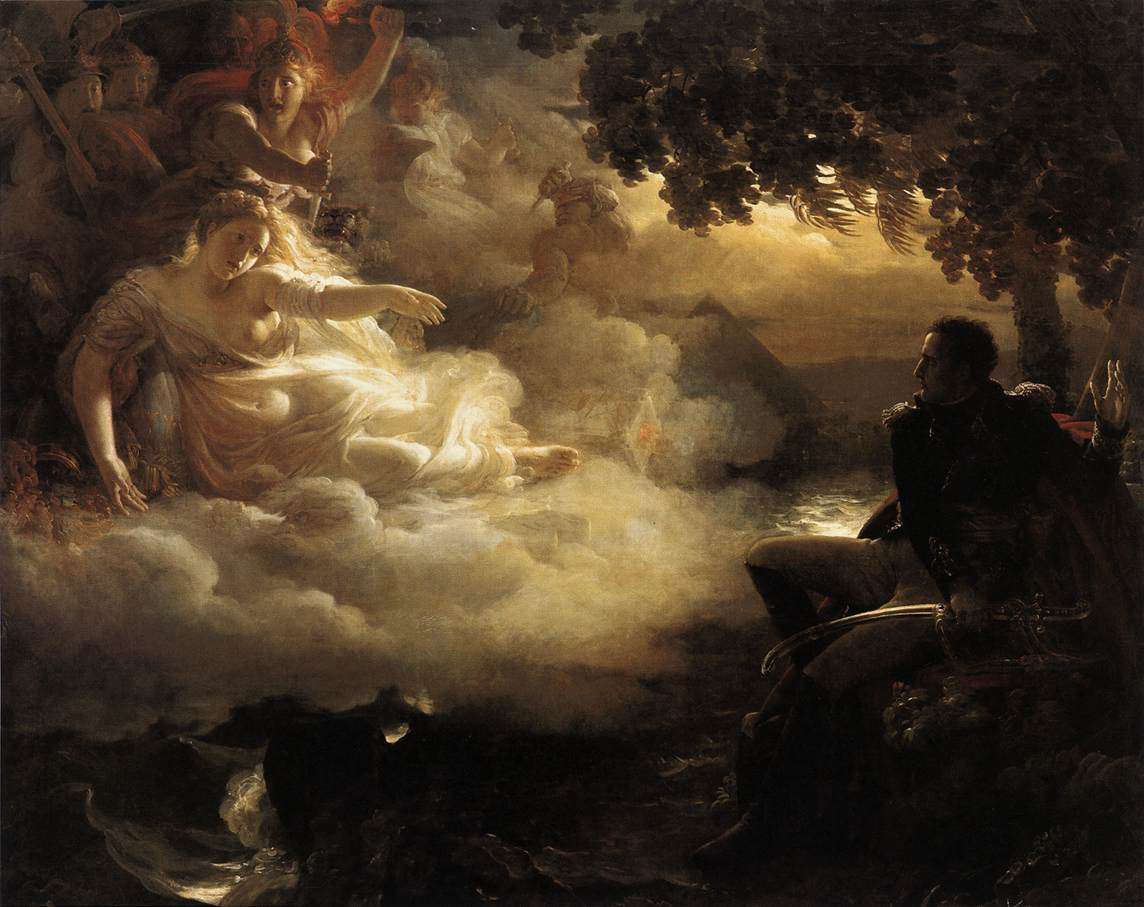
Allégorie sur l’état de la France avant le retour d’Égypte, 1810, huile sur toile, Paris, musée du Louvre.

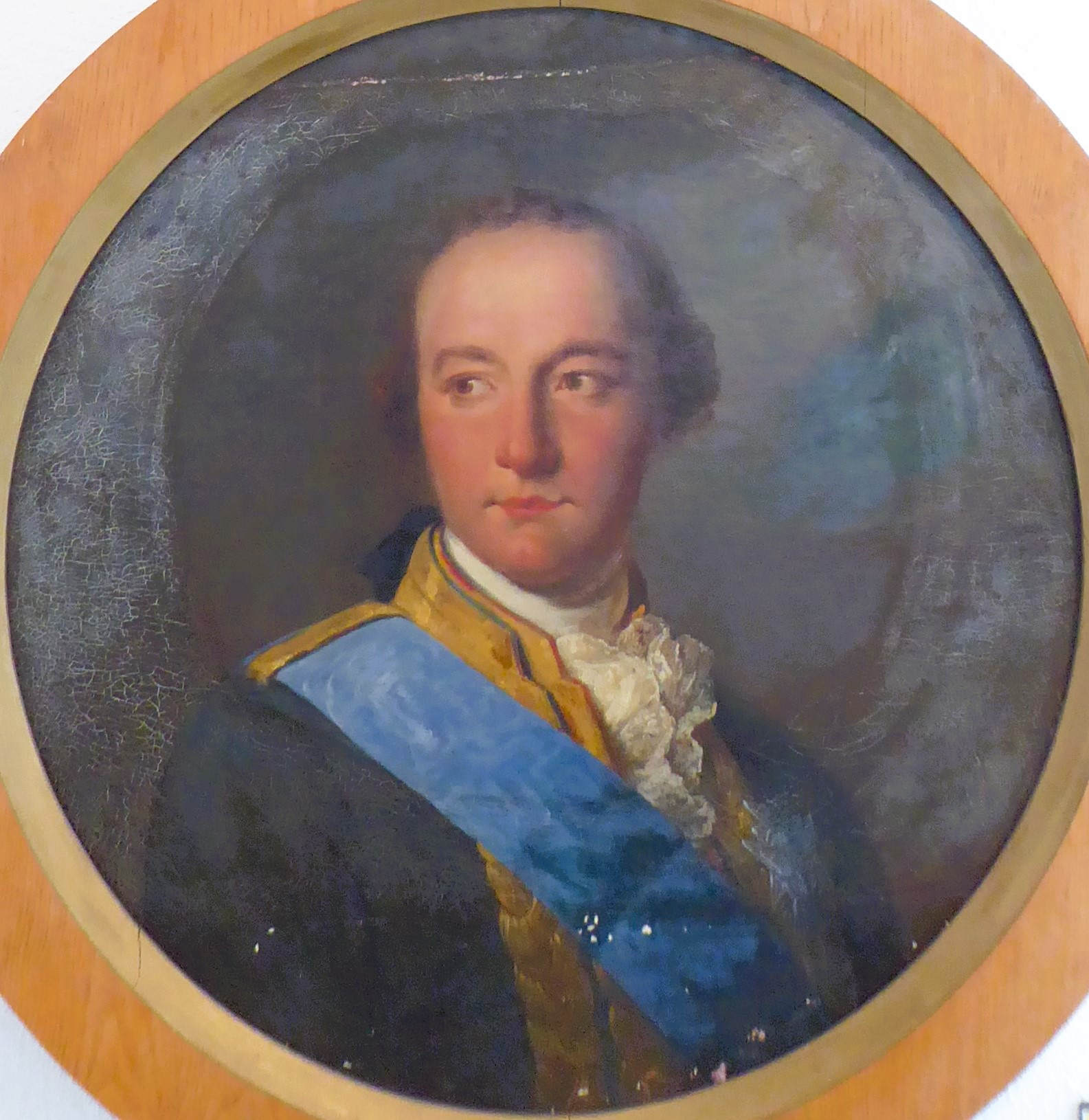
Portrait de Philippe Égalité, 1839, musée d'Art et d'Histoire de Dreux.

- Allégorie de l’État de la France, 1810, Paris, musée du Louvre, temporairement en dépôt à Lens au Louvre-Lens.
- Bataille de Zurich, exposée au Salon de 1812[2].
- Conversion de saint Paul, exposée au Salon de 1819, qui fera l'objet d'une reproduction en tapisserie des Gobelins (musée de Dijon)[2]
- Portrait de Louis-Philippe-Joseph d'Orléans dit Philippe-Égalité (père de Louis-Philippe), huile sur toile, commandé par Louis-Philippe pour le musée historique de Versailles en 1839, musée d'Art et d'Histoire de Dreux, dépôt du musée du château de Versailles (inv. D952.007.001)[4].
- Marquise de Montespan, 1838, localisation inconnue[réf. nécessaire].
- Portrait de César de Vendôme, 1840, œuvre disparue.

### Dates non documentées
- Dijon, musée Magnin : Bergère et troupeau fuyant l'orage.
- Moissac, église paroissiale : La Vierge écrasant la tête du serpent.
- Paris, cathédrale Sainte-Croix des Arméniens : Saint Jean-Baptiste reprochant à Hérode son adultère[5].
- Valence, musée d'Art et d'Archéologie : Hercule arrachant Alceste des Enfers[6].

## Salons
- 1806 : Songe d’amour causé par la puissance de l’harmonie (mentionné à Paris au palais de l'Élysée).
- 1812 : Bataille de Zurich, en collaboration avec son frère Joseph, commandé par Masséna ; Portrait de femme.
- 1814 : Hercule arrachant Alceste, en collaboration avec son frère Joseph.
- 1817 : Josabeth dérobant Joas aux fureurs d’Athalie (musée des Beaux-Arts de Nîmes).
- 1819 : Conversion de saint Paul (musée des Beaux-Arts de Dijon), copie en tapisserie par la manufacture des Gobelins.
- 1822 : Angélique et Médor (musée des Beaux-Arts et d'Archéologie de Besançon) ; Jupiter endormi dans les bras de Junon sur le mont Ida (Montauban, musée Ingres-Bourdelle) ; L’Archange Michel terrassant le démon ; Une bergère effrayée par l’orage.
- 1844 : La Nouvelle vie.
- 1851 : L’Assomption de la Vierge.
- 1852 : Élévation de l’âme à Dieu.
- 1853 : La Sainte Vierge et l’Enfant Jésus ; Portrait de Mgr Quélen, archevêque de Paris.